# UITP
UITP (francouzsky L’Union internationale des transports publics, anglicky International Association of Public Transport, v češtině známá především pod zkratkou, ale překládá se například jako Mezinárodní svaz veřejné dopravy) je světová organizace provozovatelů veřejné dopravy, objednatelů dopravy, tvůrců dopravní politiky, výzkumných organizací a dalších významných subjektů působících v tomto oboru. Zabývá se zejména všemi formami městské a regionální dopravy, jako je metro, autobusová doprava, městské a regionální dráhy, vodní dopravou atd. Organizace má kolem 1400 členů z 96 států světa. Zabývá se propagací veřejné dopravy a udržitelné mobility a podporou inovací v této oblasti. Založena byla 17. srpna 1885 a sídlí v Bruselu.

## Čeští členové
Z České republiky jsou členy UITP:
- Dopravní podnik hl. m. Prahy, dopravce
- Dopravní podnik města Brna, dopravce
- Veolia Transport, dopravce
- KORDIS JMK, organizátor integrovaného dopravního systému
- ROPID, organizátor integrovaného dopravního systému
- Cegelec, pobočka francouzské firmy, která zde koupila část někdejšího ČKD Polovodiče, výrobce v oblasti elektrických pohonů a automatizace
- Mikroelektronika, výrobce odbavovacích a telematických zařízení
- Škoda Electric, výrobce vozidel a další techniky
- Škoda Transportation, výrobce vozidel a další techniky
- TEDOM divize BUS, výrobce autobusů
- UDI Morava, inženýrská organizace
- Dopravní fakulta Jana Pernera Univerzity Pardubice